# NGC 877
NGC 877 је спирална галаксија у сазвежђу Ован која се налази на NGC листи објеката дубоког неба.
Деклинација објекта је + 14° 32' 38" а ректасцензија 2h 17m 59,7s. Привидна величина (магнитуда) објекта NGC 877 износи 11,8 а фотографска магнитуда 12,6. NGC 877 је још познат и под ознакама UGC 1768, MCG 2-6-58, CGCG 438-52, PGC 8775.